# 羅利 (佛羅里達州)
羅利（英語：Raleigh）是位於美國佛羅里達州李維縣的一個人口普查指定地區。

## 地理
羅利的座標為29°26′29″N 82°27′58″W / 29.44139°N 82.46611°W，而該地最高點為海拔高度23米（即74英尺）。

## 人口
根據2010年美國人口普查的數據，羅利的面積為5.00平方千米，當中陸地面積為5.00平方千米，而水域面積為0.00平方千米。當地共有人口373人，而人口密度為每平方千米74人。